# 凱·比洛夫
凱·比洛夫（德語：Kai Bülow；1986年5月31日—）是一位德國足球運動員，在場上的位置是後衛。他現在效力於德國足球乙級聯賽球隊慕尼黑1860足球俱樂部。